# Neonoemacheilus morehensis
Neonoemacheilus morehensis är en fiskart som beskrevs av Arunkumar 2000. Neonoemacheilus morehensis ingår i släktet Neonoemacheilus och familjen grönlingsfiskar. IUCN kategoriserar arten globalt som otillräckligt studerad. Inga underarter finns listade i Catalogue of Life.